# Brigitte Foster-Hylton
Brigitte Ann Foster-Hylton (Saint Elizabeth, 7 novembre 1974) è un'ex ostacolista giamaicana, campionessa mondiale dei 100 metri ostacoli a Berlino 2009.

## Record nazionali

### Seniores
- 100 metri ostacoli: 12"45 ( Eugene, 24 maggio 2003)

## Progressione

### 100 metri ostacoli
| Stagione | Risultato | Luogo        | Data      | Rank. Mond. |
| -------- | --------- | ------------ | --------- | ----------- |
| 2012     | 12"51     | Kingston     | 5-5-2012  | 4ª          |
| 2011     | 12"87     | Taegu        | 3-9-2011  | 22ª         |
| 2009     | 12"46     | Zurigo       | 28-8-2009 | 1ª          |
| 2008     | 12"49     | Monaco       | 29-7-2008 | 3ª          |
| 2007     | 12"71     | Kingston     | 5-5-2007  | 11ª         |
| 2006     | 12"49     | Losanna      | 11-7-2006 | 4ª          |
| 2005     | 12"55     | Monaco       | 10-9-2005 | 3ª          |
| 2004     | 12"56     | Kingston     | 27-6-2004 | 7ª          |
| 2003     | 12"45     | Eugene       | 24-5-2003 | 1ª          |
| 2002     | 12"49     | Stoccolma    | 16-7-2002 | 2ª          |
| 2001     | 12"70     | Kingston     | 23-6-2001 | 10ª         |
| 2000     | 12"70     | Sydney       | 27-9-2000 | 10ª         |
| 1999     | 13"35     | Kingston     | 19-6-1999 | 107ª        |
| 1998     | 13"19     | Kuala Lumpur | 19-7-1998 | 56ª         |

## Palmarès
| Anno | Manifestazione          | Sede          | Evento     | Risultato  | Prestazione | Note                                     |
| ---- | ----------------------- | ------------- | ---------- | ---------- | ----------- | ---------------------------------------- |
| 1998 | Giochi del Commonwealth | Kuala Lumpur  | 100 m hs   | 5ª         | 13"19       |                                          |
| 1999 | Campionati CAC          | Bridgetown    | 100 m hs   | Argento    | 13"49       |                                          |
| 2000 | Giochi olimpici         | Sydney        | 100 m hs   | 8ª         | 13"49       |                                          |
| 2001 | Mondiali                | Edmonton      | 100 m hs   | Semifinale | 12"78       |                                          |
| 2003 | Mondiali indoor         | Birmingham    | 60 m hs    | 6ª         | 7"96        |                                          |
| 2003 | Giochi panamericani     | Santo Domingo | 100 m hs   | Oro        | 12"67       |                                          |
| 2003 | Mondiali                | Saint-Denis   | 100 m hs   | Argento    | 12"57       |                                          |
| 2004 | Mondiali indoor         | Budapest      | 60 m piani | Semifinale | 7"32        |                                          |
| 2004 | Giochi olimpici         | Atene         | 100 m hs   | Semifinale | dns         |                                          |
| 2005 | Mondiali                | Helsinki      | 100 m hs   | Bronzo     | 12"76       |                                          |
| 2006 | Giochi del Commonwealth | Melbourne     | 100 m hs   | Oro        | 12"76       |                                          |
| 2008 | Giochi olimpici         | Pechino       | 100 m hs   | 6ª         | 12"66       |                                          |
| 2009 | Mondiali                | Berlino       | 100 m hs   | Oro        | 12"51       | Miglior prestazione personale stagionale |
| 2011 | Mondiali                | Taegu         | 100 m hs   | Semifinale | 12"87       | Miglior prestazione personale stagionale |
| 2012 | Giochi olimpici         | Londra        | 100 m hs   | Batteria   | 13"98       |                                          |

## Altre competizioni internazionali
2002
- Argento alla Grand Prix Final ( Parigi), 100 m hs - 12"62
- Argento in Coppa del mondo ( Madrid), 100 m hs - 12"82

2003
- 8ª alla World Athletics Final ( Monaco), 100 m hs - 13"26

2005
- Argento alla World Athletics Final ( Monaco), 100 m hs - 12"55

2006
- 5ª alla World Athletics Final ( Stoccarda), 100 m hs - 12"66
- Oro in Coppa del mondo ( Atene), 100 m hs - 12"67

2008
- 4ª alla World Athletics Final ( Stoccarda), 100 m hs - 12"76

2009
- Oro alla World Athletics Final ( Salonicco), 100 m hs - 12"58